# Маядиківська сільська рада
Маяди́ківська сільська рада (рос. Маядыковский сельский совет) — муніципальне утворення у складі Дюртюлинського району Башкортостану, Росія. Адміністративний центр — село Маядик.
Станом на 2002 рік існували Маядиківська сільська рада (села Іскуш, Маядик, Старокангишео, присілок Таш-Єлга) та Мініштинська сільська рада (села Мінішти, Ярмино, присілки Атачево, Баргизбаш, Покровка, Успеновка).

## Населення
Населення — 1973 особи (2019, 2348 у 2010, 2362 у 2002).

## Склад
До складу поселення входять такі населені пункти:
| Населений пункт      | Населення, осіб (2002) | Населення, осіб (2010) |
| -------------------- | ---------------------- | ---------------------- |
| Атачево, присілок    | 16                     | 8                      |
| Баргизбаш, присілок  | 150                    | 125                    |
| Іскуш, село          | 214                    | 202                    |
| Маядик, село         | 570                    | 602                    |
| Мінішти, село        | 569                    | 561                    |
| Покровка, присілок   | 2                      | 0                      |
| Старокангишево, село | 393                    | 363                    |
| Таш-Єлга, присілок   | 42                     | 51                     |
| Успеновка, присілок  | 9                      | 10                     |
| Ярмино, село         | 397                    | 426                    |